# Pamela Moore (escritora)
Pamela Moore (22 de septiembre de 1937 – 7 de junio de 1964) fue una escritora estadounidense, popular por su primera novela de 1956, titulada Chocolates for Breakfast, publicada cuando solo contaba con 18 años de edad. 

## Vida y obra
Pamela Moore fue educada en el Rosemary Hall y en el Barnard College. Su primer libro, Chocolates for Breakfast (Chocolates para el desayuno), fue publicado cuando tenía 18 años de edad y se convirtió en un éxito de ventas internacional. En ese momento, el libro fue a menudo asociado con Bonjour Tristesse, una novela publicada dos años antes en Francia por Françoise Sagan, también de 18 años de edad. Desde su publicación en 1956, Chocolates para el desayuno se ha publicado en 11 idiomas, incluyendo francés, italiano, español, hebreo, sueco y alemán. Según los registros editoriales del Bantam, el libro tuvo once ediciones en EE. UU. y vendió por encima de un millón de ejemplares.
Posteriormente, Chocolates for Breakfast fue reeditado en ediciones de bolsillo y en formato electrónico en junio de 2013, incluyendo un nuevo prefacio escrito por Emma Straub.
Chocolates for Breakfast
Chocolates for Breakfast ganó notoriedad por su franca presentación de la sexualidad en una época en la que no se esperaba que las chicas de 18 años pudiesen leer sobre estos temas, normalmente reservados solo para escribir sobre ellos. La protagonista es una chica joven llamada Courtney, afectada por el divorcio de sus padres, que le obliga a dividir su tiempo entre las dos costas de los Estados Unidos. Su padre es un refinado miembro del mundo editorial de Nueva York, mientras que su madre persigue mantener su declinante carrera como actriz publicitaria en Hollywood. El libro retrata un privilegiado y agotado escenario de personajes que beben excesivamente y están orgullosos de su sofisticada vida sexual. Después de una fracasada aventura en un internado con una de sus profesoras que le rompe el corazón, Courtney se acuesta con un actor de Hollywood bisexual y con un disoluto aristócrata europeo que vive en un hotel fuera de Nueva York.
Robert Clurman escribió en la Revista de libros del The New York Times que "...no hace mucho tiempo, hubiera sido considerado impresionante encontrar chicas adolescentes que leyesen la clase de libros que ahora se están escribiendo.” El libro también incluye pasajes en los que se habla de homosexualidad, alcoholismo, roles de género y exploración sexual, que eran inusuales para aquella época.

### Carrera y vida posterior de Moore
En 1958, Moore se casó con Adam Kanarek, un abogado de origen polaco-judío, que tenía  "muy poco en común con los residentes de Beverly Hills, el Club Hípico de Westchester, y los personajes habituales del '21' y del Stork Club." Moore escribió otras cuatro novelas más, incluyendo Pigeons of St. Mark's Place, The Exile of Suzy-Q, y The Horsy Set, pero ninguno de estos títulos disfrutó del éxito del primero.
Dan Visel ha especulado que esto puede ser parcialmente explicado por el cambio en el tono de los libros posteriores: "... lo que más destaca de 'The Horsy Set' es la oscuridad formal que presenta; en su representación de la depresión, anticipa 'The Bell Jar', relato publicado al año siguiente. El barro nunca está lejos de la mente de Brenda; se ve hundiéndose hacia un esquilmado mundo adulto donde nada le puede salvar."
Otros críticos han señalado que en la representación de la depresión y el suicidio de "Chocolates" y en los cambios de humor frenéticos de Brenda en "The Horsy Set" hay indicios de un desorden bipolar de la autora, para los que la diagnosis y el tratamiento eran en aquel tiempo casi inexistentes.
En 1963 Moore dio a luz a un hijo, Kevin. Nueve meses más tarde, en 1964, trabajando en su inédita novela final "Kathy on the Rocks", se suicidó disparándose con un arma de fuego.